# Obština Avren
Obština Avren (bulharsky Община Аврен) je bulharská jednotka územní samosprávy ve Varenské oblasti. Leží ve východním Bulharsku u Černého moře. Sídlem obštiny je ves Avren, kromě ní zahrnuje obština 16 vesnic. Žije zde necelých 10 tisíc obyvatel.

## Sídla
| - Avren (sídlo správy) - Benkovski - Bliznaci - Boljarci - Carevci - Dăbravino | - Dobri Dol - Junak - Kazaška Reka - Kitka - Kruša - Priselci | - Ravna Gora - Sadovo - Sindel - Trăstikovo - Zdravec |

## Sousední obštiny
| Růžice kompasu | Devňa        | Beloslav      | Varna | Růžice kompasu |
| Růžice kompasu | Provadija    | Sever         |       | Růžice kompasu |
| Růžice kompasu | Provadija    | Obština Avren |       | Růžice kompasu |
| Růžice kompasu | Provadija    | Jih           |       | Růžice kompasu |
| Růžice kompasu | Dolni Čiflik |               |       | Růžice kompasu |

## Obyvatelstvo
VK 15. březnu 2025 v obštině žilo 9 761 obyvatel a bylo zde trvale hlášeno 8 094 obyvatel. Podle sčítání 7. září 2021 bylo národnostní složení následující:
- Bulhaři: 5 596 (78.6 %)
- Turci: 770 (10.8 %)
- Romové: 368 (5.2 %)
- ostatní[p 3]: 384 (5.4 %)

V období 2011 až 2021 v obštině přibylo 1 022 obyvatel.